# Jerzy Mroczkowski
Jerzy Mroczkowski, właśc. Jerzy Szymon Nałęcz-Mroczkowski (ur. 22 października 1931, zm. 19 sierpnia 2002) – polski pływak, mistrz i reprezentant Polski w pływaniu.

## Życiorys
W 1950 ukończył Państwowe Gimnazjum i Liceum im. Stefana Batorego w Warszawie.
Był zawodnikiem Ogniwa Warszawa i Legii Warszawa.
Na mistrzostwach Polski seniorów na basenie 50-metrowym wywalczył indywidualnie trzy złote medale: na 50 metrów stylem dowolnym (1955) i 100 metrów stylem dowolnym (1953, 1958). Ponadto zdobył dwa srebrne medale na 100 metrów stylem dowolnym (1954, 1955), trzy brązowe medale na 100 metrów stylem dowolnym (1951, 1956, 1959).
Na zimowych mistrzostwach Polski wywalczył indywidualnie dwa srebrne (1952, 1954) i cztery brązowe medale (1950, 1951, 1955, 1958) na 100 metrów stylem dowolnym.
W 1953 wystąpił na Światowym Festiwalu Młodzieży i Studentów, zajmując 7. miejsce w wyścigu na 100 metrów stylem dowolnym, z czasem 59,9 i 4. miejsce w sztafecie 4 x 200 metrów stylem dowolnym, z czasem 9:06,8. Startował na mistrzostwach Europy w 1954. Tam zajął 5. miejsce w finale sztafety 4 x 200 metrów stylem dowolnym, z czasem 9:04,6 i odpadł w eliminacjach wyścigu na 100 metrów stylem dowolnym, z wynikiem 1:00,2.
W 1953 poprawił rekord Polski na 100 metrów stylem dowolnym, na basenie 25-metrowym, wynikiem 59,2.
Był trenerem pływania w Legii Warszawa, a jego zawodnikiem był m.in. Janusz Pyciak-Peciak.
Był bohaterem jednego z reportaży opublikowanych w książce Zbigniewa Rogowskiego Historia ostatniej sekundy (wyd. 1959). 